# Un corazón en invierno
Un corazón en invierno es una película francesa de 1992 dirigida por Claude Sautet.
La película es un drama que narra las particulares relaciones que se establecen entre Stéphane, un luthier restaurador de instrumentos musicales, Maxime, el dueño del taller, y su pareja Camille. La cinta está protagonizada por Daniel Auteuil, Emmanuelle Béart y André Dussollier.

## Argumento
Stéphane es un hombre introvertido que pasa sus días centrado en su trabajo de luthier, reparando artesanalmente instrumentos de cuerda en el taller propiedad de Maxime. Un día Maxime le presenta a su pareja, la violinista Camille. Poco a poco, la muchacha comenzará a sentirse atraída por la personalidad especial de Stéphane.

## Reparto
- Daniel Auteuil es Stéphane.
- Emmanuelle Béart es Camille.
- André Dussollier es Maxime.